# Piper rufescentibaccum
Piper rufescentibaccum är en pepparväxt som beskrevs 1923 av Casimir de Candolle. Arten ingår i släktet Piper och familjen pepparväxter. Den förekommer i Vietnam, växer främst i fuktiga tropiska biotoper och inga underarter finns listade i Catalogue of Life.